# Abacă
Abacă este și un termen învechit pentru abac; vedeți articolul corespunzător.

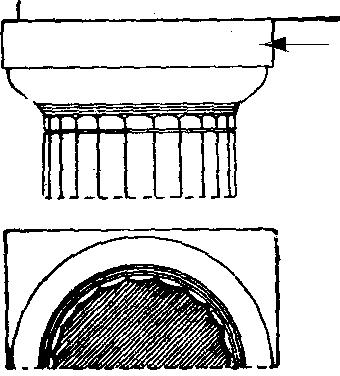
Abacă (în arhitectură)

O abacă (substantiv feminin, o abacă, două abace, conform cuvântului din greacă abax - "tabletă" - sau cuvântului din latină abacus - termen arhitectural) este o placă subțire, de obicei pătrată, reprezentând partea superioară a capitelului unei coloane și având rolul de a susține antablamentul sau partea inferioară a unor arcade.
Acest articol conține text din Dicționarul enciclopedic român (1962-1966), aflat acum în domeniul public.